# ウィザード (カードゲーム)
ウィザード (Wizard) は、オリジナルのデッキを用いて行うカードゲームである。　1984年にカナダのオンタリオ州トロント在住のケン・フィッシャー(Ken Fisher)によって考案され、1986年に初めて発売された。毎年、世界選手権が行われており、2007年から日本選手権も開催されている。
ウィザードのデッキは60枚のカードによって成り立ち、そのうち52枚は通常のトランプと同様の内容になっている。　残りの8枚のうち、4枚がウィザード(Wizard)、4枚がジェスター(Jester)と呼ばれるカードとなる。カードの強さは、ジェスターが最も弱く、ついで2,3,...,K,Aの順で強くなり、ウィザードが最も強いカードとなる。　カードは現在カナダ、アメリカ、ドイツ、イギリス、イタリア、および日本でライセンスされて売り出されているほか、カードの画像やルールはインターネット上で公開されている。
ウィザードは、トリックテイキングゲームに属するカードゲームであり、通常3名から6名でプレイする。ルールはオーヘル（Oh Hell）というトランプのゲームから派生したものであり、類似点も多い。ラウンド数は10ラウンドから20ラウンドで、プレイ人数によって変わる。

## ドイツ版のカード
同じルールではあるが、ドイツ版のカードはトランプとは全く違うデザインとなっており、それぞれのカードにはファンタジー風のキャラクターが描かれている。　それぞれのキャラクターにはder Krieger(戦士)とかdie Priesterin(尼僧)といった名称が付けられており、それぞれ2名ずつ男女に分かれている。ドイツのデッキはこのようにして、普通のトランプとは違う4種のスートが書かれた1から13のカードと、4枚のZカード、つまりder Zauberer,die Zauberin(それぞれ、魔術師の男女別表現)および4枚のNカード、der Narr,die Närrin(それぞれ、愚者の男女別表現)の60枚で構成されている。

## ゲームの概要
このゲームの目的は、それぞれのラウンドの冒頭でプレイヤーが取る（勝つ）と予想して宣言したトリック数を、そのラウンドで正確に取ることである。正確に取ればポイントを獲得し、予想が間違えばその分ポイントを失う。全てのラウンドが終了した時点で最も多くのポイントを獲得したプレイヤーが勝者となる。
各ラウンドは、ディール（カード配り）、ビッド（予想）、プレイ（実際にカードを出す）と、3つの段階を踏んで行われる。

### ディール
各プレイヤーが1枚ずつカードを引き、最も強いカードを引いた者が最初の親となるが、ラウンドごとに、現在の親の左側にいるプレイヤーが次の親となってプレイする。
最初のラウンドでは、親は各プレイヤーに1枚ずつカードを配る。2番目のラウンドでは、親は各プレイヤーに2枚ずつ、3番目は親は3枚ずつ配り、4番目以降のラウンドも同様にラウンド数と同じ枚数のカードを配ってプレイする。
全員にカードを配ったら、残ったカードの1番上のカードをめくる。このカードに書かれたスートが切り札のスートとなる。もしここでジェスターが出たら切り札はなし、ウィザードが出たら切り札は親が決めることになる。
最終ラウンドでは60枚のカードを全てプレイヤーに配ることになるので、カードは残らず、従って切り札のないラウンドとなる。

### 予言
全員が自分の手札を確認したあと、親の左隣のプレイヤーから時計回りに、自分がこのラウンドでいくつのトリックを取ることができるか予言を行う。その数は最小が0(トリックを取れない)であり,手札の数、つまりラウンド数がその宣言の最大値(全てのトリックを取得する)となる。これは点数表に記録しておく。

### プレイ
親の左隣のプレイヤーから始まる。自分の手札から1枚、表向きにして全員に見えるように場に出す(リードする)。その後、時計回りに、各プレイヤーは自分の手札から1枚を表向きにして場に出していく。ただし、各プレイヤーはリードされたスートと同じスートのカードを持っている場合は必ず出す必要がある（マストフォロー）。ただし例外があり、ウィザード、もしくはジェスターのカードは、仮に手札にリードされたスートと同じスートのカードがあっても出すことが出来る。全員が1枚ずつカードを出し終えたら、そのトリックの勝者を決める。
- ウィザードを出した者がいたら、そのなかで一番先にウィザードを出した者がトリックの勝者。
- ウィザードを出した者がいなかったら、一番強い切り札を出した者がそのトリックの勝者。
- 切り札も出されなかったら、リードしたカードと同じスートで一番強いカードを出したものがそのトリックの勝者。

そのトリックの勝者が、次のトリックのリードを行う。このようにして、全てのカードが手札から出たらラウンドは終了となる。

### 特別なカードのリード
トリックの最初にカードを出すことをリード(lead)という。
もしウィザードがリードされたら、リードした者がそのトリックの勝者となり、残りのプレイヤーはどれでも好きなカードを出すことが出来る。
もしジェスターがリードされたら、フォローするスートはリードした次のプレイヤーが出したカードで決定する。ジェスターは常に負けるカードであるが、1点だけ例外がある。プレイヤー全員がジェスターをプレイした場合、最初にジェスターを出したプレイヤーがそのトリックの勝者となる。

### 得点
ラウンドが終了したら、各プレイヤーは宣言と取得したトリック数に応じて得点する。宣言した通りにトリックを取った場合、そのプレイヤーは基本点20点、それに加えて（取ったトリック数）×10点をそのラウンドで得る。宣言と取ったトリック数が違った場合、そのプレイヤーは、(宣言と取得トリック数の差)×10点を、マイナス点として失う。

## 追加ルール

### 同数ビッド禁止ルール
(Even bid rule)
親は常にプレイヤー間で最後に宣言を行うことになるが、親がその時点で最も得点していた場合、プレイヤー間で宣言したトリック数の総計がそのラウンド数と同じになるように宣言してはいけない、とする。ただし、このルールは親の他に1位のプレイヤーがいる(1位タイで親を含め複数プレイヤーがいる)場合には適用しないこととする。

### カナダ式ルール
(Canadian rule)
同数ビッド禁止ルールとほぼ同じだが、宣言したトリック数の総計がラウンド数と同数になる場合でも、0トリックを宣言することは認めるとする。

### ビッド制限なし
(No bid limitations)
同数ビッド禁止ルールを使わずにプレイする。

### ハードコアルール
(Hardcore rule)
第4ラウンド以降、つまり手札が4枚以上の場合、トップか否かに関わらず、親はラウンド数とプレイヤーの宣言数の合計が一致するような宣言が出来ないとするルール。

### 隠した宣言
(Hidden bid)
各プレイヤーは、各自こっそり宣言をメモしておき、同時に宣言を行う。この場合、同数ビッド禁止ルールは採用出来ない。

### 短縮ゲーム
(Quick play)
1ラウンド毎に手札を1枚ずつ増やすのではなく、2枚ずつ増やすことでゲームをはやく終わらせる。
最終ラウンドでは全てのカードを配るようにするべきなので、最終ラウンドの枚数が20枚,12枚,10枚となる3人,5人,6人プレイでは最初のラウンドで2枚ずつカードを配り始め、最終ラウンドが15枚となる4人プレイでは最初のラウンドでは1枚ずつカードを配り始める。

### 極秘の宣言
(Secret Bid)
各プレイヤーは、各自こっそり宣言をメモしておくが、そのラウンドが終わるまでそれを隠しておき、そのラウンドの得点を計算する際にそれを公開する。

### Nannie's Rule
ゲームをまずカードを全部配るところからはじめ、最終的には1枚配りで終わらせるルール。ただし、数ラウンド(2,あるいは3ラウンド)ごとに、最も合計点数の低い者はゲームから排除する。

### Jester bid
宣言は常に0とし、さらにJesterを最も強いカードとする。